# BR-489
De BR-489 (of BA-489) is een federale weg in de deelstaat Bahia in het oosten van Brazilië. De weg is een verbindingsweg die Itamaraju verbindt met Prado.
De weg heeft een lengte van 51,5 kilometer.

## Aansluitende wegen
- BR-101 bij Itamaraju
- BA-001 bij Prado